# Història de Malawi
La història de Malawi recorre els esdeveniments ocorreguts a Malawi des que van arribar-hi els primers homínids, fa més d'un milió d'anys, fins a l'actualitat.

## Prehistòria
Les primeres restes d'homínids de Malawi (zona d'Uraha) pertanyen a l'Homo rudolfensis i els primers fòssils identificats com a inequívocament pertanyents a l'Homo sapiens daten de fa 50.000 o 60.000 anys, al voltant del llac Malawi. En un jaciment del 8.000 aC s'han trobat restes humanes que mostraven característiques físiques semblants a les poblacions actuals de la Banya d'Àfrica.
En un altre jaciment, del 1.500 aC, els seus habitants exhibien característiques semblants a les dels boiximans. Aquests van ser amb probabilitat els autors de l'Art rupestre de Chongoni, unes pintures que reflecteixen la coexistència de poblacions nòmades i d'altres agricultores. Prop de Lilongwe s'han localitzat pintures similars. Les primeres migracions bantus es van produir en el primer mil·lenni dC i van ser les cultures dominants durant tot el període medieval.

## Regne de Maravi
Un grup de bantus, els maravi, van fundar el l Regne de Maravi, entitat que donaria nom al país, cap al 1.450. "Maravi" es pot traduir com a "llum reflectida" o bé "flames" i fa referència al foc sagrat que romania encès i associat als reis, de caràcter semidiví. Aquest regne va entrar en contacte amb els portuguesos, que van arribar a la zona al segle xvi, si bé amb escasses incursions a l'interior del territori. El primer occidental important a explorar la zona, sobretot les ribes del llac Malawi, va ser David Livingstone.

## Protectorat Britànic
A continuació, missioners escocesos de l'Església presbiteriana van establir missions pel país. Un dels seus objectius era acabar amb el tràfic d'esclaus amb el Golf Pèrsic que continuà fins a la fi del segle xix. El 1978 un nombre de comerciants, sobretot de Glasgow, van formar l'African Lakes Company per proveir de productes i serveis als missioners. Altres missioners, comerciants, caçadors i agricultors els van seguir aviat.
El 1883 un cònsol del govern britànic va ser acreditat davant dels "Reis i Caps d'Àfrica Central" i el 1891 els britànics van establir el protectorat de Nyasaland (Nyasa és la paraula Chichewa per "llac" també es coneixia com a Protectorat Britànic d'Àfrica Central durant diversos anys fins a l'entrada del nou segle). Encara que els britànics van mantenir el control fins al 1964, aquest període va estar marcat per diversos intents fallits dels malauis d'obtenir la seva independència. Una creixent elit africana, educada a Europa, era cada vegada més activa, primer a través d'associacions, i després de 1944 a través del Nysaland African Congress (Congrés Africà de Nysaland).
Durant els anys 1950, la pressió per a la independència es va incrementar quan el 1953 Nysaland es va unir amb Rhodèsia del Sud i del Nord per formar la Federació de Rhodèsia i Nyasalàndia al juliol de 1958, el Dr Hastings Kamuzu Banda va tornar al país després d'un llarga estada als Estats Units, on va estudiar la carrera de Medicina al Meharry Medical College de Nashville, Tennessee. El 1937, el Regne Unit (on va exercir com a metge) i Ghana. Ell va assumir el lideratge del PAC, que més tard es convertiria en el Malawi Congress Party, Partit del Congrés de Malawi (MCP). El 1959 Banda va ser reclòs a la presó de Gwelo per les seves activitats polítiques però va ser alliberat el 1960 per participar en la conferència constitucional de Londres.
El 15 d'abril de 1961 el MCP va guanyar per una aclaparadora majoria les eleccions per al consell legislatiu. També va guanyar un important paper en el consell executiu i va dirigir Nysaland. En una segona conferència al novembre de 1962, el govern britànic va acordar donar a Nysaland l'estatus d'autogovern per a l'any següent.
Hastings Kamuzu Banda es va convertir en primer ministre l'1 febrer de 1963, encara que els britànics encara controlaven els sistemes financers, judicial i de seguretat de Malawi. Una nova constitució va entrar en vigor el maig de 1963, concedint virtualment total independència interna.

## Independència
La federació de Rhodèsia i Nyasaland va ser dissolta el 31 de desembre de 1963 i Malawi va arribar a ser un membre plenament independent dins de la Mancomunitat de Nacions el 6 juliol de 1964. Dos anys més tard, Malawi va adoptar una constitució republicana i es va convertir en un estat d'un sol partit amb Dr Banda com el seu primer president.
Des del seu nomenament, Banda va mantenir molt estretes relacions amb els governs racistes de Sud-àfrica i Zimbàbue, col·laborant estretament amb els portuguesos en la repressió dels moviments independentistes, i després de la independència de Moçambic, el 1975, ajudant als grups rebels de la Resistència Nacional de Moçambic (RENAMO), finançat pels governs blancs de Zimbabwe i Sud-àfrica, en el seu enfrontament armat contra l'exèrcit del govern del Front d'Alliberament de Moçambic (FRELIMO).
El 1970 Dr Banda es va declarar president vitalici del MCP, i el 1971 Banda va consolidar el seu poder i es va nomenar també president de Malawi de per vida. L'ala paramilitar del partit, els "joves pioners" van ajudar a mantenir Malawi sota el seu control autoritari fins als anys 1990. L'increment del descontentament intern i la pressió de les esglésies de Malawi i de la comunitat internacional va conduir a un referèndum en què els malauis es van decidir per una democràcia multipartidista aclaparadorament el 14 juny de 1993. El 17 de maig de 1994 van votar en unes eleccions lliures sota una constitució provisional.
Bakili Muluzi, líder del United Democratic Front (UDF, Front Democràtic Unit), va ser elegit en aquestes eleccions. L'UDF va guanyar 82 dels 177 seients de l'assemblea nacional i va formar una coalició governamental amb l'Allience for Democracy (AFORD), Aliança per la democràcia. Aquesta coalició va ser legalitzada el juny de 1996, però alguns dels seus membres en el govern. El president, que rep també el grau de doctor, a causa que es va doctorar a la Licoln University de Missouri el 1995. La nova constitució de 1995 va eliminar els poders reservats per al partit del congrés de Malawi. La liberalització econòmica i estructural va acompanyar també a la taxació política.
El 15 juny de 1999 Malawi va celebrar les seves segones eleccions lliures. El Dr Bakili Muluzi va ser reelegit per a un altre període, tot i l'aliança MCP-AFORD que es va presentar com a llista conjunta davant l'UDF.

## Segle XXI
A l'octubre de l'any 2001 l'UDF va aconseguir 96 seients a l'assemblea nacional, mentre l'AFORD en va mantenir 30, i la MCP 61. Sis seients van ser ocupats per independents que representaven l'Aliança Democràtica Nacional (NDA), el grup d'oposició. El NDA no és reconegut com a partit polític oficialment actualment. L'assemblea nacional té 193 membres, dels quals 17 són dones, incloent un dels portaveus.
Malawi va veure la seva primera transició entre presidents elegits democràticament al maig de 2004, quan el candidat presidencial Bingu wa Mutharika va ser derrotat pel candidat del MCP John Tembo i Gwanda Chakuamba, que va rebre el suport dels partits oficials. L'UDF, però, no va guanyar la majoria dels seients del parlament, com va succeir en les eleccions entre 1994 i 1999. A través de la negociació de Bakili Muluzi, l'antic president i president del partit, es va aconseguir una majoria per formar amb tota l'oposició. El president Bingu wa Mutharika va abandonar el partit UDF el 5 febrer de 2005 citant diferències amb l'UDF, particularment sobre la campanya anticorrupció.